# Zbigniew Wojciechowski (żołnierz)

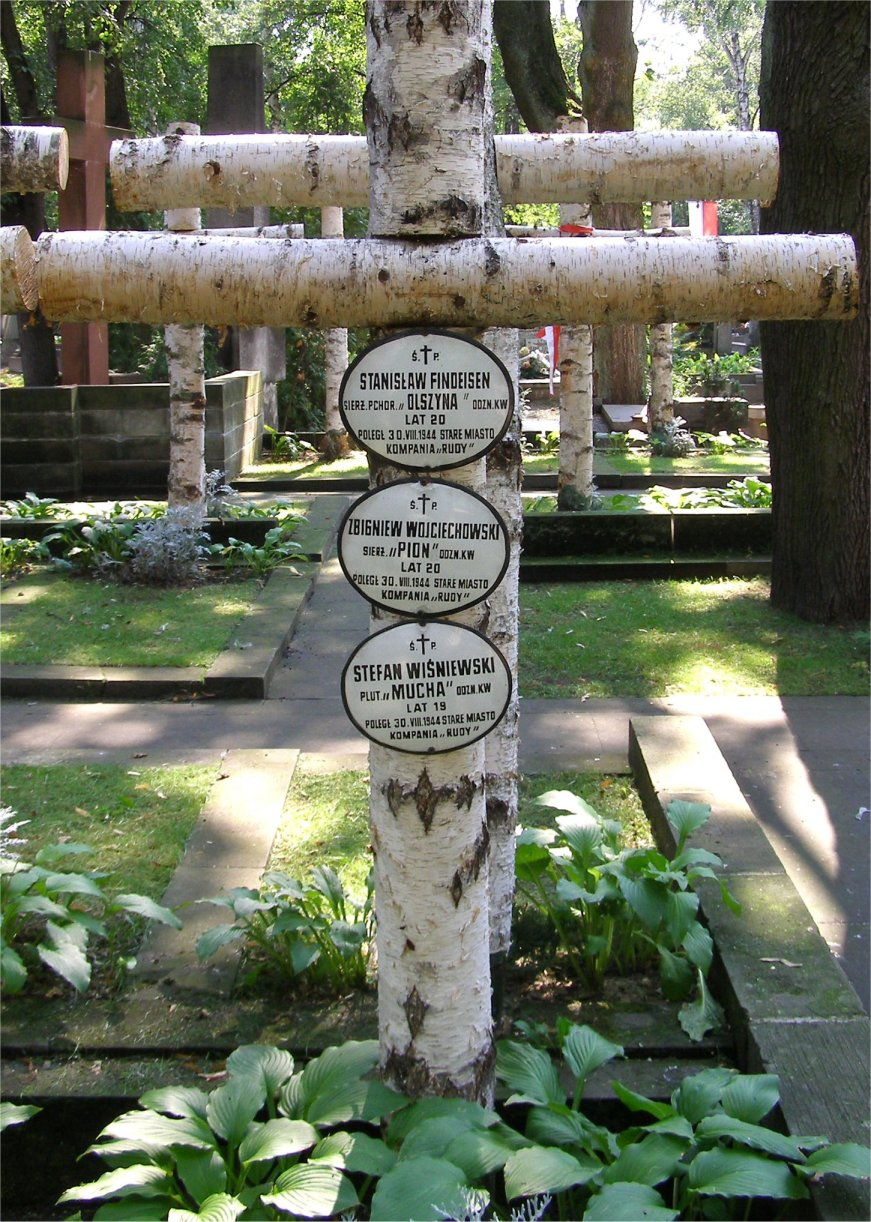
Mogiła na Powązkach

Zbigniew Wojciechowski ps. „Pion” (ur. 5 stycznia 1924 w Zagożdżonie, zm. ok. 30 sierpnia 1944 w Warszawie) – sierżant, uczestnik powstania warszawskiego w 2. kompanii „Rudy” III plutonie „Felek” batalionu „Zośka” Armii Krajowej. Syn Jakuba.

## Życiorys
Podczas okupacji działał w polskim podziemiu zbrojnym.
Poległ najprawdopodobniej 30 sierpnia 1944 w walkach powstańczych w rejonie ul. Sapieżyńskiej na Starym Mieście. Miał 20 lat. Pochowany w kwaterach żołnierzy i sanitariuszek batalionu „Zośka” na Cmentarzu Wojskowym w Warszawie wraz z sierż. pchor. Stanisławem Findeisenem (ps. „Olszyna”) i plut. Stefanem Wiśniewskim (ps. „Mucha”) (kwatera A20-3-11).
Odznaczony Krzyżem Walecznych.